# Aeolis Dorsa
Gli Aeolis Dorsa sono una struttura geologica della superficie di Marte.